# Château Trompette (Bordeaux)

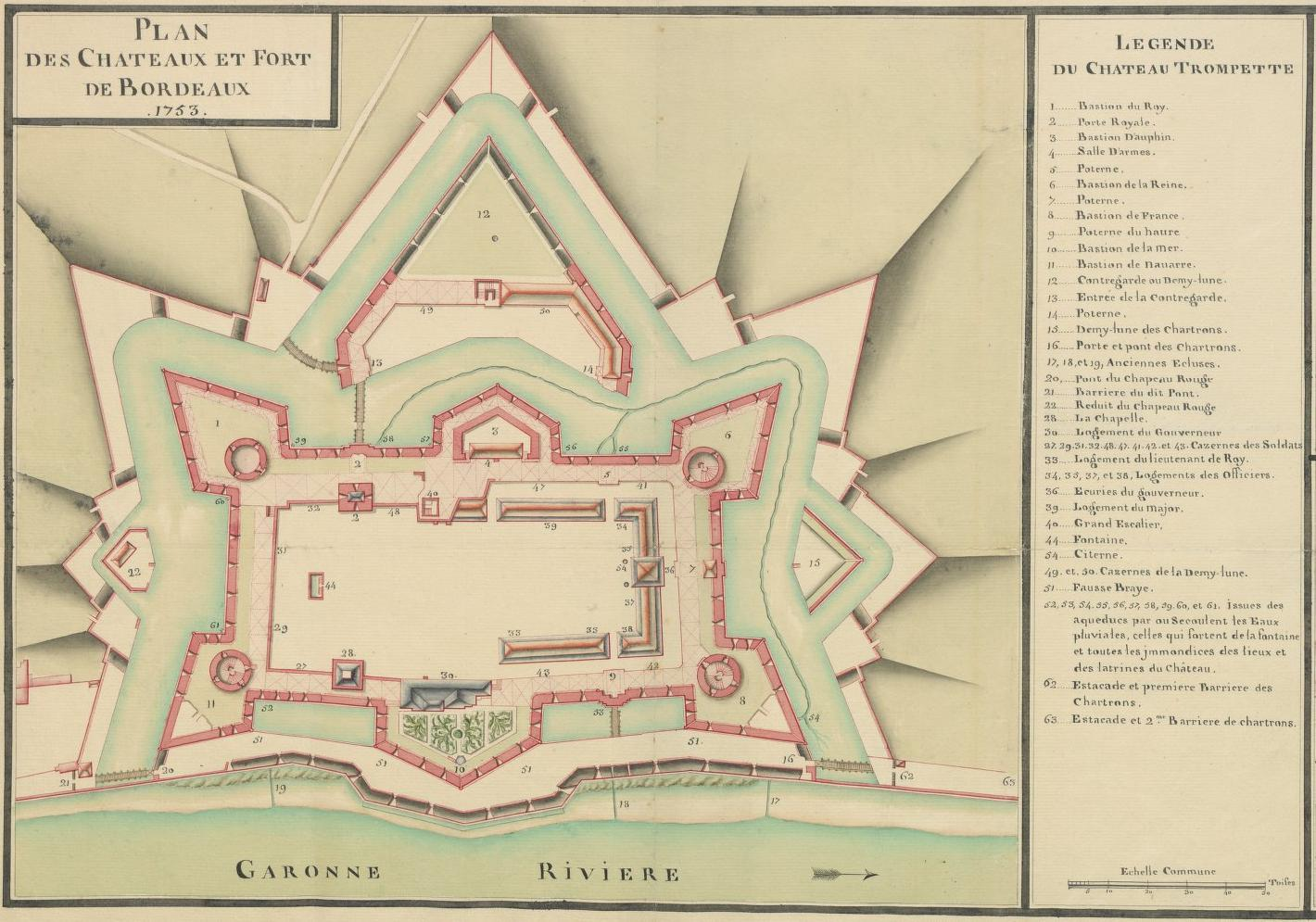
Château Trompette 1753

Das Château Trompette war eine Zwingburg, mit der die französischen Könige nach dem Ende des Hundertjährigen Krieges die Stadt Bordeaux in Schach hielten.

## Geschichte
Bordeaux fiel nach der Schlacht bei Castillon 1453 nach dreihundertjähriger englischer Herrschaft an Frankreich. Wenig später ordnete König Charles VII., die Errichtung zweier Zwingburgen an, die die englandfreundliche Stadt kontrollieren sollten: des Château du Far (später Château du Hâ) an der Stelle des heutigen Justizpalastes und des Château Trompette.
Während der Religionskriege war die Festung umkämpft und wurde letztlich während der Fronde in Bordeaux von der aufständischen Stadt zerstört. Louis XIV. ließ sie aber 1653 bis 1655 durch Pierre de Conty d’Argencour als bastioniertes Festungswerk größer wieder aufbauen. Der endgültige Abriss erfolgte 1818. Heute befindet sich dort die weite Freifläche der Esplanade des Quinconces mit dem Monument aux Girondins.